# ラモン・ギテンス
ラモン・ギテンス（Ramon Gittens、1987年7月20日 ‐ ）は、バルバドス・ブリッジタウン出身の陸上競技選手。専門は短距離走。100mの自己ベストはオバデレ・トンプソン（9秒87）に次ぐバルバドス歴代2位の10秒02、60mは6秒51の室内バルバドス記録保持者。2016年ポートランド世界室内選手権男子60mの銅メダリスト、2017年世界リレー男子4×100mの銀メダリストである。

## 経歴

### 2013年
6月8日に100mで10秒02（+1.9）の自己ベストをマークし、アンドリュー・ハインズ（10秒03）を抜いてバルバドス歴代2位に名を連ねた。
8月のモスクワ世界選手権に出場すると、男子100m予選を10秒19（-0.4）の組3着で突破し、オリンピックと世界選手権を通じて初のセミファイナリストとなったが、準決勝は10秒31（+0.1）の組7着に終わった。アンカーを務めた4×100mリレーでは予選で38秒94のバルバドス記録（当時）樹立に貢献したが、組4着で敗退し決勝には進めなかった。

### 2014年
5月の世界リレーに出場すると、1走を務めた4×200mでは予選を1分21秒88のバルバドス記録で突破し、決勝でも予選と同タイムの1分21秒88をマークして4位に入った。

### 2015年
7月にパンアメリカン競技大会に出場すると、男子100m決勝で自己ベスト（10秒02）に迫る10秒07（+1.1）をマークし、アンドレ・ドグラス（10秒05）に次いで銀メダルを獲得した。アンカーを務めた男子4×100mリレーは3位と0秒10差の4位に終わり、惜しくもメダルを逃した。
8月上旬に北中米カリブ選手権に出場すると、男子100mはレモンテイ・マクレーン（10秒09）に次ぐ10秒11（-0.1）の2位に終わり、パンアメリカン競技大会に続いて0秒02差で金メダルを逃した。2走を務めた男子4×100mリレーでは38秒55のバルバドス記録を樹立しての銅メダル獲得に貢献した。
8月下旬の北京世界選手権男子100m予選で10秒02（-0.3）の自己ベストタイをマーク。予選を突破して2大会連続でセミファイナリストとなり、準決勝でも自己ベストに迫る10秒04（-0.4）をマークしたが、組4着で敗退した。

### 2016年
3月のポートランド世界室内選手権男子60m準決勝で6秒53のバルバドス記録を樹立。1999年にオバデレ・トンプソンがマークした6秒56を塗り替え、シニアの世界大会個人種目で初のファイナリストとなると、決勝では準決勝のタイムを更新する6秒51のバルバドス記録を樹立を樹立。トレイボン・ブロメル（6秒47）、アサファ・パウエル（6秒50）に次いで3位に入り、世界大会で初のメダルとなる銅メダルを獲得した。世界室内選手権におけるバルバドス勢のメダル獲得は、1999年前橋大会の男子200mで銀メダルを獲得したオバデレ・トンプソン以来17年ぶり、史上2人目の快挙となった。

### 2017年
4月の世界リレー男子4×100mで2走を務めると、予選を39秒26の組2着（全体9位）で突破。迎えた決勝ではカナダやイギリスなどの強豪国がバトンミスで途中棄権に終わる中、優勝したアメリカ（38秒43）に次ぐ39秒18で2位に入り、銀メダル獲得に貢献した。これはオリンピックと世界選手権も含め、リレー種目で獲得したバルバドス史上初のメダルとなった。

## 自己ベスト
記録欄の（　）内の数字は風速（m/s）で、+は追い風、-は向かい風を意味する。
| 種目 | 記録                        | 年月日                     | 場所               | 備考               |
| 屋外 | 屋外                        | 屋外                       | 屋外               | 屋外               |
| ---- | --------------------------- | -------------------------- | ------------------ | ------------------ |
| 100m | 10秒02 (+1.9) 10秒02 (-0.3) | 2013年6月8日 2015年8月22日 | モントバード 北京  | バルバドス歴代2位  |
| 100m | 10秒01w (+2.7)              | 2015年8月7日               | サンホセ           | 追い風参考記録     |
| 200m | 20秒42 (0.0)                | 2016年6月26日              | ウォーターフォード |                    |
| 室内 |                             |                            |                    |                    |
| 60m  | 6秒51                       | 2016年3月18日              | ポートランド       | 室内バルバドス記録 |
| 200m | 21秒20                      | 2011年3月12日              | アルバカーキ       |                    |

## 主要大会成績
備考欄の記録は当時のもの
| 年   | 大会                              | 場所               | 種目    | 結果     | 記録            | 備考                          |
| ---- | --------------------------------- | ------------------ | ------- | -------- | --------------- | ----------------------------- |
| 2003 | カリフタゲームズ (en) (U17)       | ポートオブスペイン | 100m    | 3位      | 10秒92 (+1.3)   |                               |
| 2003 | カリフタゲームズ (en) (U17)       | ポートオブスペイン | 200m    | 4位      | 22秒49 (-2.1)   |                               |
| 2003 | カリフタゲームズ (en) (U17)       | ポートオブスペイン | 4x100mR | 2位      | 42秒13 (2走)    |                               |
| 2003 | 世界ユース選手権                  | シェルブルック     | 100m    | 準決勝   | DNS             | 予選10秒85 (+1.4)             |
| 2003 | 世界ユース選手権                  | シェルブルック     | 200m    | 準決勝   | DNS             | 予選22秒03 (-1.7)             |
| 2004 | カリフタゲームズ (en) (U20)       | ハミルトン         | 100m    | 5位      | 10秒78 (-0.9)   |                               |
| 2004 | カリフタゲームズ (en) (U20)       | ハミルトン         | 200m    | 6位      | 21秒48 (+1.4)   |                               |
| 2004 | カリフタゲームズ (en) (U20)       | ハミルトン         | 4x100mR | 3位      | 41秒80 (4走)    |                               |
| 2005 | カリフタゲームズ (en) (U20)       | バコレット         | 100m    | 6位      | 10秒75 (+1.7)   |                               |
| 2005 | カリフタゲームズ (en) (U20)       | バコレット         | 200m    | 4位      | 21秒65 (-0.9)   |                               |
| 2005 | 中米カリブ選手権 (en)             | ナッソー           | 100m    | 予選     | 10秒98 (0.0)    |                               |
| 2005 | パンアメリカンジュニア選手権 (en) | ウィンザー         | 100m    | 8位      | 10秒73 (+0.7)   |                               |
| 2005 | パンアメリカンジュニア選手権 (en) | ウィンザー         | 200m    | 8位      | 21秒59 (+2.5)   |                               |
| 2006 | カリフタゲームズ (en) (U20)       | レザビーム         | 100m    | 3位      | 10秒60 (0.0)    |                               |
| 2006 | カリフタゲームズ (en) (U20)       | レザビーム         | 4x100mR | 2位      | 41秒28 (4走)    |                               |
| 2006 | 中米カリブジュニア選手権 (en)     | ポートオブスペイン | 100m    | 3位      | 10秒56 (+1.5)   |                               |
| 2006 | 中米カリブジュニア選手権 (en)     | ポートオブスペイン | 200m    | 2位      | 21秒12 (+1.4)   |                               |
| 2006 | 中米カリブジュニア選手権 (en)     | ポートオブスペイン | 4x100mR | 2位      | 40秒68 (4走)    |                               |
| 2006 | 世界ジュニア選手権                | 北京               | 200m    | 5位      | 21秒25 (-1.1)   |                               |
| 2007 | 北中米カリブ選手権 (en)           | サンサルバドル     | 200m    | 予選     | 21秒69 (-0.8)   |                               |
| 2007 | パンアメリカン競技大会 (en)       | リオデジャネイロ   | 200m    | 準決勝   | 21秒21 (+0.1)   |                               |
| 2008 | 中米カリブ選手権 (en)             | カリ               | 200m    | 準決勝   | DNS             | 予選20秒94 (+1.0)             |
| 2008 | 北中米カリブU23選手権 (en)        | トルーカ           | 100m    | 5位      | 10秒33 (+0.3)   |                               |
| 2009 | 中米カリブ選手権 (en)             | ハバナ             | 100m    | 予選     | 10秒41 (-0.8)   |                               |
| 2009 | 中米カリブ選手権 (en)             | ハバナ             | 200m    | 予選     | 21秒07 (-0.5)   |                               |
| 2009 | 世界選手権                        | ベルリン           | 100m    | 1次予選  | 10秒47 (-0.4)   |                               |
| 2009 | 世界選手権                        | ベルリン           | 200m    | 1次予選  | 21秒33 (+0.2)   |                               |
| 2011 | 中米カリブ選手権 (en)             | マヤグエス         | 100m    | 5位      | 10秒31 (-0.5)   |                               |
| 2011 | 世界選手権                        | テグ               | 100m    | 予選     | 10秒42 (-1.3)   |                               |
| 2011 | パンアメリカン競技大会 (en)       | グアダラハラ       | 100m    | 準決勝   | 10秒37 (+0.4)   |                               |
| 2012 | オリンピック                      | ロンドン           | 100m    | 予選     | 10秒35 (0.0)    |                               |
| 2013 | 中米カリブ選手権 (en)             | モレリア           | 100m    | 3位      | 10秒19 (+0.5)   |                               |
| 2013 | 世界選手権                        | モスクワ           | 100m    | 準決勝   | 10秒31 (+0.1)   |                               |
| 2013 | 世界選手権                        | モスクワ           | 4x100mR | 予選     | 38秒94 (4走)    | バルバドス記録                |
| 2014 | 世界リレー (en)                   | ナッソー           | 4x200mR | 4位      | 1分21秒88 (1走) | バルバドス記録                |
| 2014 | 世界リレー (en)                   | ナッソー           | 4x100mR | B決勝    | DNS (4走)       | 予選39秒27                    |
| 2014 | 英連邦競技大会 (en)               | グラスゴー         | 100m    | 8位      | 10秒25 (0.0)    |                               |
| 2015 | 世界リレー (en)                   | ナッソー           | 4x100mR | B決勝2位 | 38秒70 (2走)    | バルバドス記録                |
| 2015 | 世界リレー (en)                   | ナッソー           | 4x200mR | 予選     | 1分22秒86 (2走) |                               |
| 2015 | パンアメリカン競技大会 (en)       | トロント           | 100m    | 2位      | 10秒07 (+1.1)   |                               |
| 2015 | パンアメリカン競技大会 (en)       | トロント           | 4x100mR | 4位      | 38秒79 (4走)    |                               |
| 2015 | 北中米カリブ選手権 (en)           | サンホセ           | 100m    | 2位      | 10秒11 (-0.1)   |                               |
| 2015 | 北中米カリブ選手権 (en)           | サンホセ           | 4x100mR | 3位      | 38秒55 (2走)    | バルバドス記録                |
| 2015 | 世界選手権                        | 北京               | 100m    | 準決勝   | 10秒04 (-0.4)   | 予選10秒02 (-0.3)：自己ベスト |
| 2016 | 世界室内選手権                    | ポートランド       | 60m     | 3位      | 6秒51           | 室内バルバドス記録            |
| 2016 | オリンピック                      | リオデジャネイロ   | 100m    | 予選     | 10秒25 (-1.3)   |                               |
| 2016 | オリンピック                      | リオデジャネイロ   | 200m    | 予選     | 20秒58 (-1.5)   |                               |
| 2017 | 世界リレー (en)                   | ナッソー           | 4x100mR | 2位      | 39秒18 (2走)    |                               |
| 2017 | 世界選手権                        | ロンドン           | 100m    | 予選     | 10秒24 (-0.1)   |                               |
| 2017 | 世界選手権                        | ロンドン           | 4x100mR | 予選     | 39秒19 (2走)    |                               |
| 2018 | 英連邦競技大会 (en)               | ゴールドコースト   | 100m    | 準決勝   | 10秒44 (-0.3)   |                               |
| 2018 | 英連邦競技大会 (en)               | ゴールドコースト   | 4x100mR | 5位      | 39秒04 (2走)    |                               |